# مسئله هفتم هیلبرت
مسئله هفتم هیلبرت یکی از مسائل هیلبرت است که در کنگره جهانی ریاضیدانان در سال ۱۹۰۰ به وسیله داوید هیلبرت طرح شدند 

## صورت مسئله
این مسئله در واقع از ۲ پرسش تشکیل شده ولی پرسش نخست از پرسش دوم نتیجه می‌شود یعنی حل مسئله دوم مسئله نخست را نیز پاسخ میدهد. این دو پرسش به شرح زیر هستند:

۱. در یک مثلث متساوی‌الساقین، اگر نسبت زاویه ساق به زاویه راس سوم عددی جبری ولی گنگ باشد آیا نسبت ساق به ضلع سوم همواره عدد متعالی است ؟ 
۲. اگر {\displaystyle a\neq 0,1} عددی جبری و {\displaystyle b} عددی جبری ولی گنگ باشد آیا {\displaystyle a^{b}} همواره متعالی است ؟

## حل مسئله
پرسش دوم را الکساندر گلفاند در سال ۱۹۳۴ پاسخ (مثبت) داد. تعمیمی بسیار کلی‌تر از این پرسش برای هر فرم خطی از لگاریتم‌ها به وسیله آلن بیکر به اثبات رسید که امروزه به نام قضیه بیکر شناخته می‌شود. بیکر به خاطر حل این مسئله مدال فیلدز سال ۱۹۷۰ را از آن خود کرد.